# Krantikari Adivasi Mahila Sangathan
La Krantikari Adivasi Mahila Sangathan, també coneguda per les seves sigles KAMS (en català: "Organització Revolucionària de Dones Adivasi") és una organització de dones prohibida amb seu a l'Índia. El Krantikari Adivasi Mahila Sangathan (KAMS) és un successor de l'Adivasi Mahila Sanghathana (AMS). Els maoistes van establir les bases de l'AMS el 1986.

## Objectius
El nombre de membres registrats del KAMS és d'uns 90.000, que el situa entre les organitzacions de dones més importants de l'Índia pel que fa al nombre de membres registrats. Per altra banda, Rahul Pandita, el 2011, va afirmar que es creu que els membres de la KAMS són al voltant de 100.000.
El KAMS es concentra a abordar diversos problemes socials amb què s'enfronten les dones a l'Índia, com ara segrestar a les dones i obligar-les a casar-se contra la seva voluntat, la poligínia, etc. Els membres de l'organització també han fet campanya contra la tradició adivasi d'obligar les dones a mantenir-se allunyades del poble i refugiar-se al bosc durant el període de menstruació. Els membres també es posicionen contra la mentalitat patriarcal de les seves comunitats.
A Dandakaranya, els homes adivasi no permetien a les dones sembrar llavors als camps, però quan els membres del KAMS es van apropar al Partit Comunista de l'Índia (PCI), el partit va mantenir reunions amb els adivasis per tractar el tema. Mentre que durant les reunions, els homes adivasi van acceptar el seu error i decidiren abstenir-se d'aquestes activitats, encara han de portar a la pràctica la seva resolució. No obstant això, el PCI ha assegurat que a les dones se'ls permet sembrar llavors, criar hortalisses i construir preses de control "en terres comunes, que pertanyin al Jantana Sarkar" (govern popular).
A Bastar, els membres de KAMS s'han concentrat amb centenars de persones per posar de manifest les atrocitats de la policia, i algunes vegades la xifra d'assistència ha estat de milers per "enfrontar-se físicament" a la policia.
Arundhati Roy escrigué:
| « | "El mateix fet que existeixi el KAMS ha canviat radicalment les actituds tradicionals i ha alleugerit moltes de les formes tradicionals de discriminació contra les dones" | » |

Els membres de l'organització també aborden problemes com la migració forçada i altres qüestions polítiques. Roy diu que la KAMS també s'ha oposat a la mineria a la regió de Dandakaranya.

## Presumptes atrocitats de Salwa Judum
Una antiga treballadora de la KAMS va contar a Arundhati Roy que després de patir una "mutilació sexual bestial" i de ser violada pels membres del Salwa Judum, diversos membres de l'organització varen abandonat la KAMS i s'unirent al PCI. Algunes noies, que no eren membres de la KAMS, però que van ser testimonis d'aquestes atrocitats per part dels membres de Salwa Judum, també s'uniren als maoistes.

## Estatus legal
La KAMS fou declarada com una organització façana del Partit Comunista de l'Índia (Marxista-Leninista) Guerra Popular i, per tant, va ser prohibida. Arundhati Roy diu que el Govern de l'Índia pot "acabar" amb els 90.000 membres de l'organització en qualsevol moment. Segons explica:
| « | "Vaig anar amb un prejudici molt ferm: que en una lluita armada, les dones estaven al final de la violència. Però vaig adonar-me del meu error. Vaig veure que el 48 per cent de la guerrilla eren dones. Havien vingut després de veure com violaven a les seves mares i germanes, de que incendiéssin les seves cases o per escapar del patriarcat de la seva pròpia societat. El Krantikari Adivasi Mahila Sangathan (una organització de dones a l'Estat de Chhattisgarh) té 90.000 membres i és probablement el moviment feminista més gran de l'Índia. Però tots són titllades de terroristes i se'ls pot disparar a la vista de tothom". | » |